# Andreu (metge)
Andreu (en grec antic Ἀνδρέας) va ser un metge grec que va assistir al rei Ptolemeu IV Filopàtor (222-205 aC) i va caure assassinat mentre esperava al rei poc abans de la batalla de Ràfia l'any 217 aC per Teodot d'Etòlia, que va entrar secretament a la tenda amb l'objecte d'assassinar Ptolemeu.
Va escriure diversos tractats de medicina dels que no es conserven més que els títols i alguns extractes. Probablement va ser el primer a escriure un tractat sobre la hidrofòbia al que va posar el nom de Κυνόλυσσος. Un altre treball d'ell, citat per Sorà d'Efes el Jove, va ser "De la medicina genealògica" Περὶ τῆς Ἰατρικῆς Γενεαλογίας. Aquest autor explica una història que tothom considera falsa, sobre Andreas. Diu que aquest metge havia estat obligat a abandonar el seu país per haver incendiat la biblioteca de Cnidos. Aquesta història infundada va ser repetida per diversos autors, com ara Plini el vell i Joan Tzetzes, i a l'edat mitjana va ser embellida i popularitzada.